# Ferocactus histrix

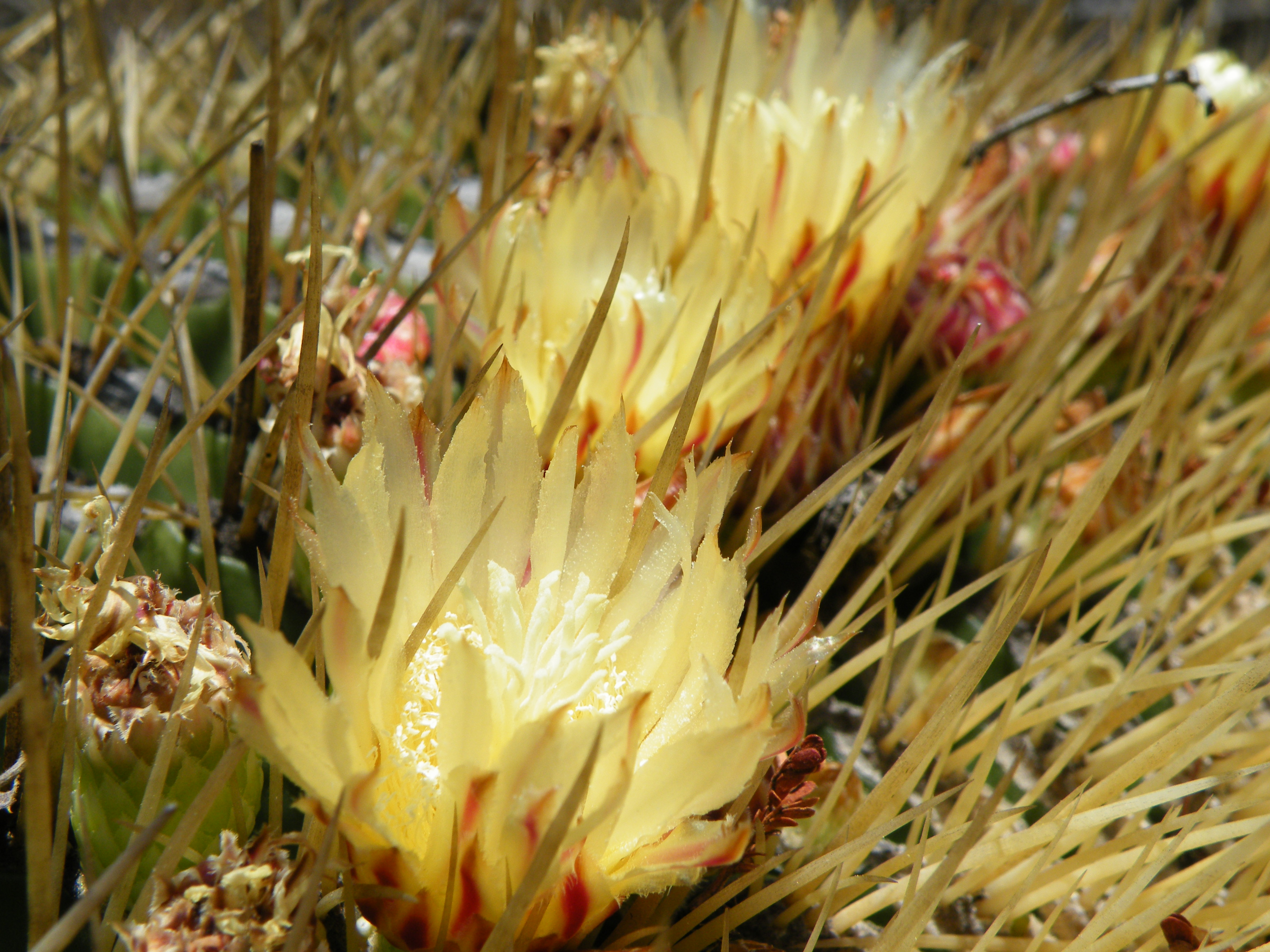
Blüte

Ferocactus histrix ist eine Pflanzenart aus der Gattung Ferocactus in der Familie der Kakteengewächse (Cactaceae). Das Artepitheton histrix stammt aus dem Lateinischen, bedeutet ‚Igel‘ und verweist auf die Bedornung der Art.

## Beschreibung
Ferocactus histrix wächst in der Regel einzeln mit niedergedrückt kugelförmigen bis kurz zylindrischen Trieben und erreicht bei Durchmessern von bis zu 80 Zentimetern Wuchshöhen von bis zu 110 Zentimeter. Die Triebe sind an ihrem Scheitel etwas bewollt und leicht niedergedrückt. Es sind 20 oder bis zu 40 Rippen vorhanden. Die darauf befindlichen Areolen sind fast miteinander verbunden. Die kräftigen, gelben Dornen werden im Alter braun. Die ein bis vier abstehenden Mitteldornen sind gerade oder nur wenig gebogen. Sie sind quer gebändert, abgeflacht oder kantig und bis zu 9 Zentimeter lang. Die sechs bis neun ausgebreiteten Randdornen sind etwas gebogen, drehrund und erreichen eine Länge von bis zu 8 Zentimeter.
Die glockenförmigen, gelben Blüten erreichen eine Länge von 2 bis  3,5 Zentimeter und weisen Durchmesser von 2,5 bis 3,5 Zentimeter auf. Die 2 bis 3 Zentimeter langen Früchte sind fleischig und enthalten ein fast flüssiges Fruchtfleisch.

## Verbreitung, Systematik und Gefährdung
Das Verbreitungsgebiet von Ferocactus histrix erstreckt sich in Zentralmexiko vom mexikanischen Bundesstaat Durango südwärts bis nach Hidalgo und Michoacán.
Die Erstbeschreibung als Echinocactus histrix erfolgte 1828 durch Augustin-Pyrame de Candolle. George Edmund Lindsay stellte die Art 1955 in die Gattung Ferocactus. Ein nomenklatorisches Synonym ist Bisnaga histrix (DC.) Doweld (1999).
In der Roten Liste gefährdeter Arten der IUCN wird die Art als „Near Threatened (NT)“, d. h. als gering gefährdet geführt.

## Nachweise